# Angelica hirsutiflora
Angelica hirsutiflora là một loài thực vật có hoa trong họ Hoa tán. Loài này được Tang S.Liu, C.Y.Chao & T.I.Chuang mô tả khoa học đầu tiên năm 1961.